# Haus Osthoff

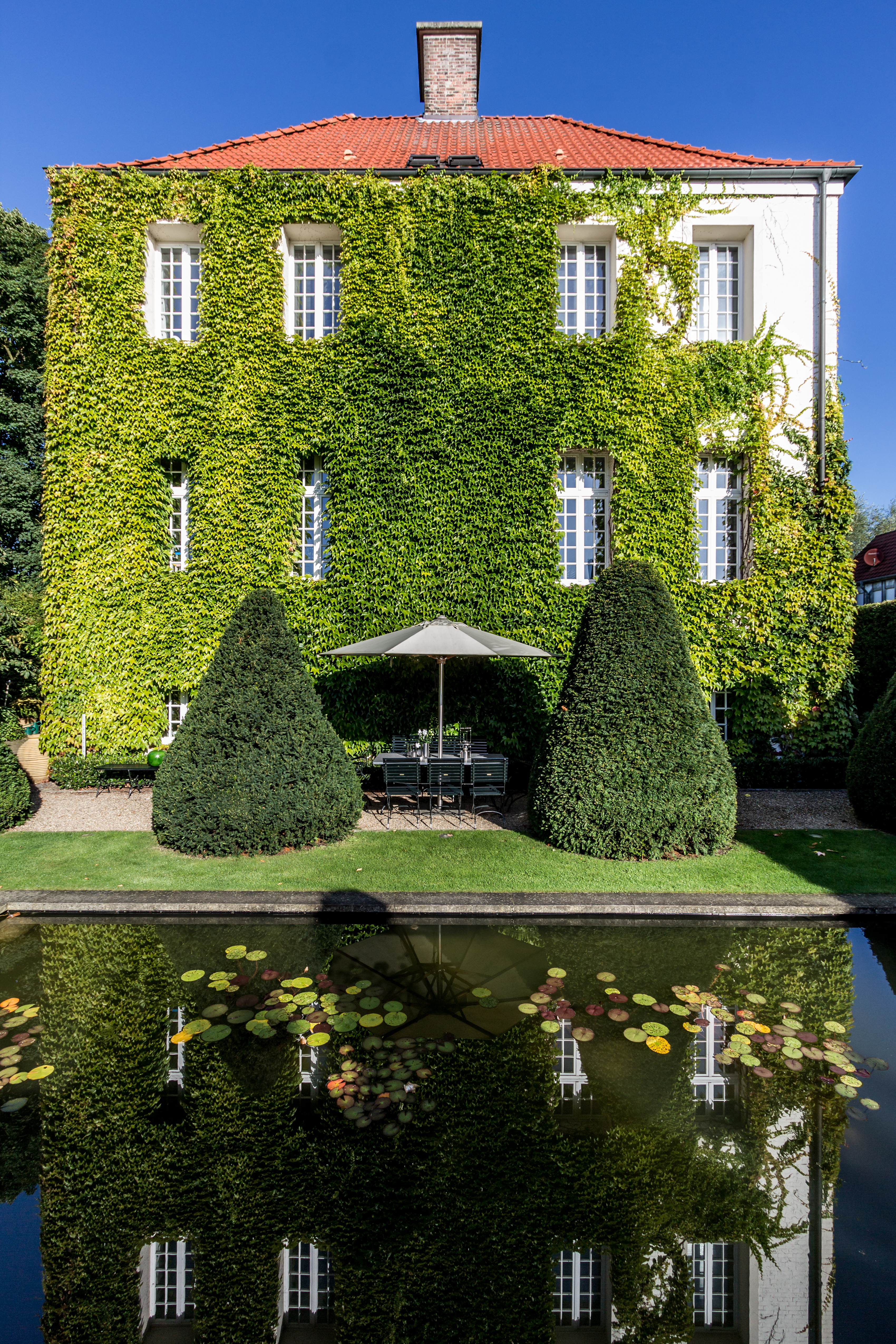
Haus Osthoff

Das Haus Osthoff ist das älteste Haus in Dülmen. Es ist das einzig verbliebene Gebäude des ehemaligen Rittergutes Osthoff. Das Gut wurde 1727 von der Freifrau Anna Maria von Landsberg erworben. Sie gilt auch als Erbauerin des Herrenhauses.
Der Keller ist ungewöhnlich hoch gestaltet und besitzt ein Kreuzgratgewölbe. Das Backsteinhaus weist den typischen barocken Baustil des 18. Jahrhunderts auf. Bis zum Ersten Weltkrieg war das Haus Osthoff ein Ausflugsziel mit einem schönen Garten und Hochwald. Nach dem Zweiten Weltkrieg wurde es bis in die 1960er Jahre als privates Wohnhaus genutzt. Danach lag es jedoch als denkmalgeschützte Ruine brach und zerfiel. Anfang des 21. Jahrhunderts wurde es kernsaniert und als Baudenkmal genutzt.
Die Planung der Freiflächen um das Gebäude herum, im Stil eines barocken, streng formalen Gartens, übernahm 2003 im Auftrag der damaligen Eigentümer der Architekt Harald Deilmann aus Münster zusammen mit Franz Kösters.
Im Sommer 2016 erhielt das Haus Osthoff die Denkmalplakette des Landes Nordrhein-Westfalen.
Zum 1. Mai 2019 wurde das Haus Osthoff von einer Dülmener Unternehmerfamilie gekauft und umfassenden Umbau- und Sanierungsmaßnahmen (thermische und nachhaltige) unterzogen; u. a. wurde auch die ursprüngliche Verbindung zwischen dem geschichtsträchtigen Gewölbekeller und dem Hauptwohnbereich wieder hergestellt.
Heute kann das Haus Osthoff als komplettes Wohnhaus oder Wohnhaus mit integrierten Bürotrakt genutzt werden.

Haus Osthoff
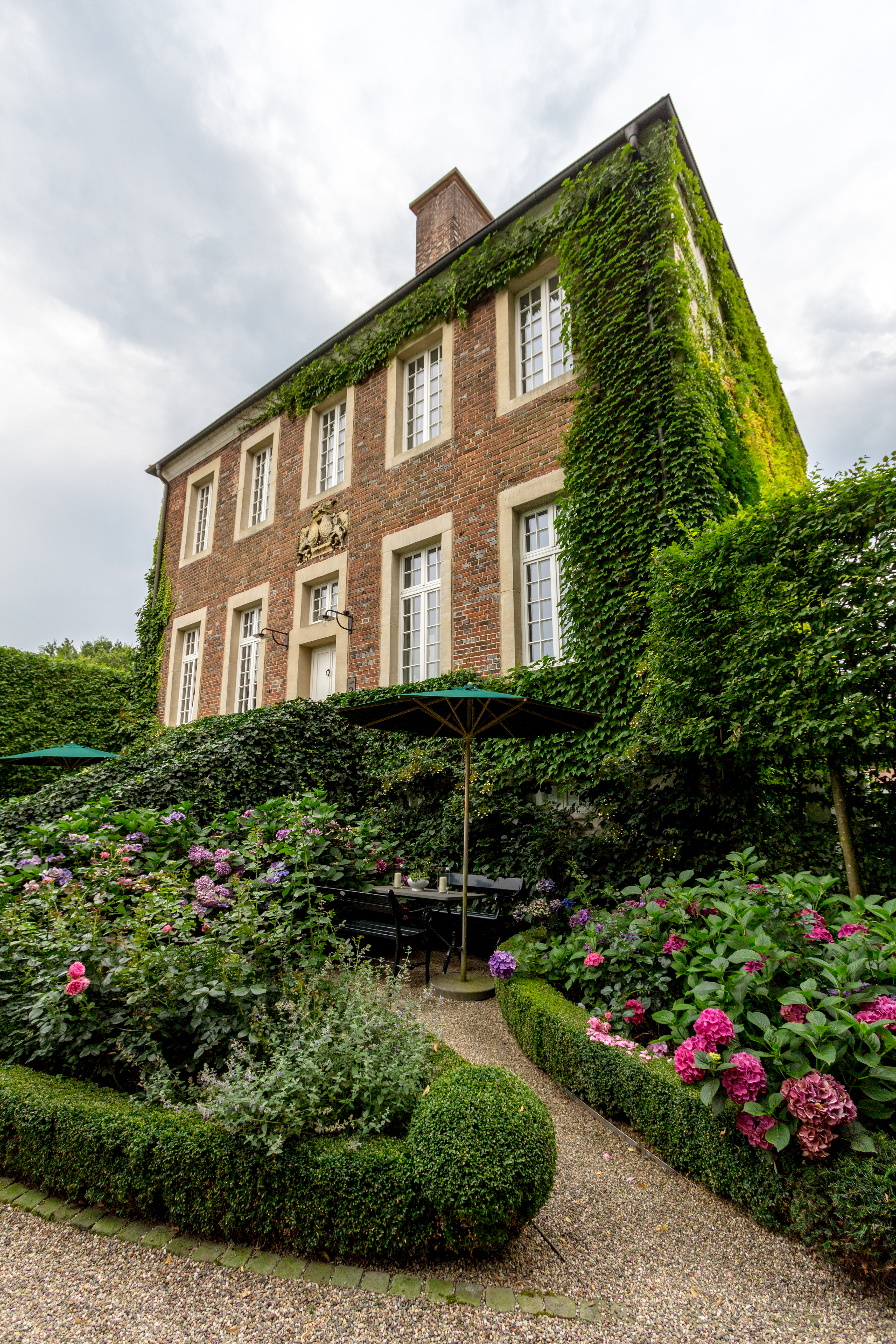
Nordseite
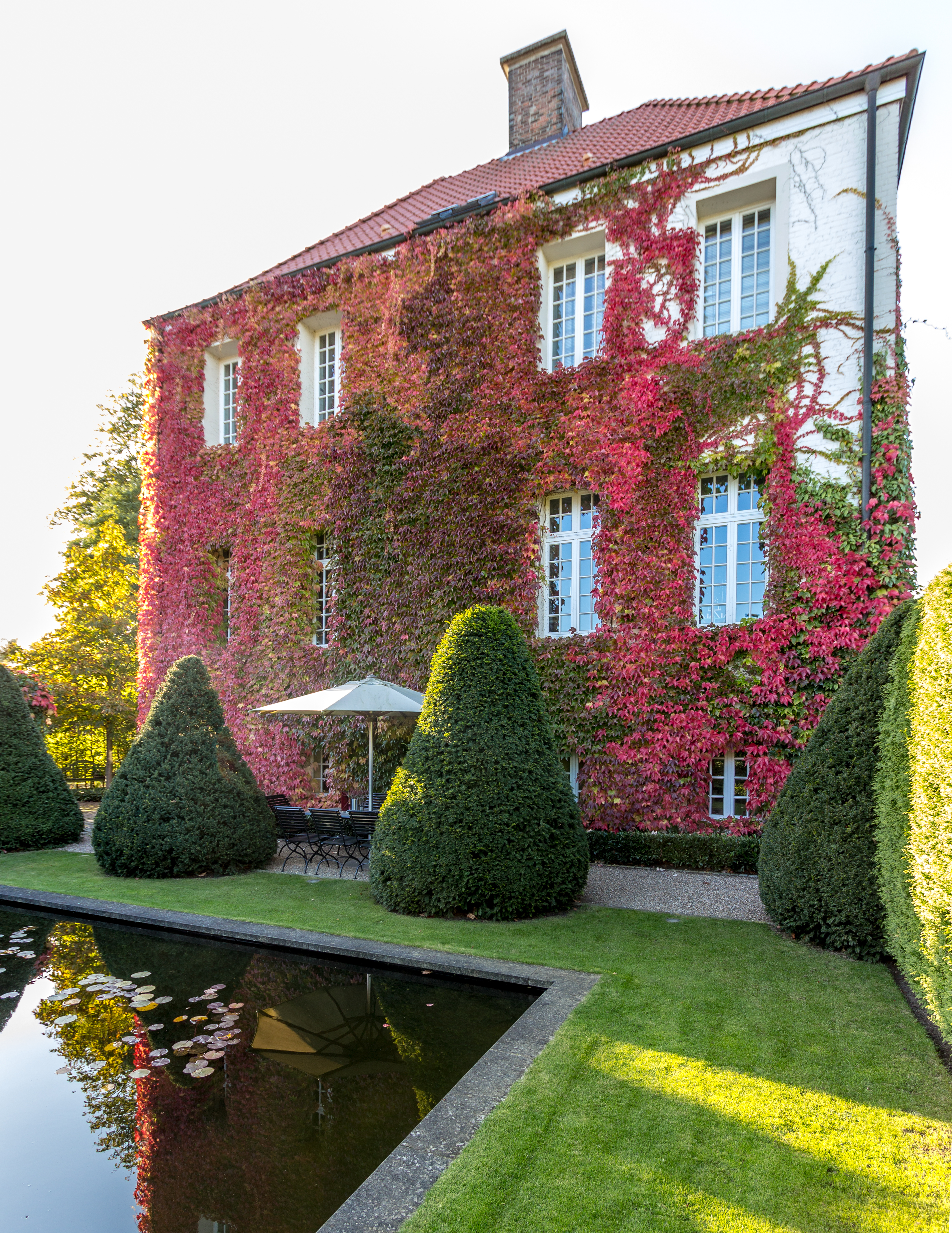
Südseite
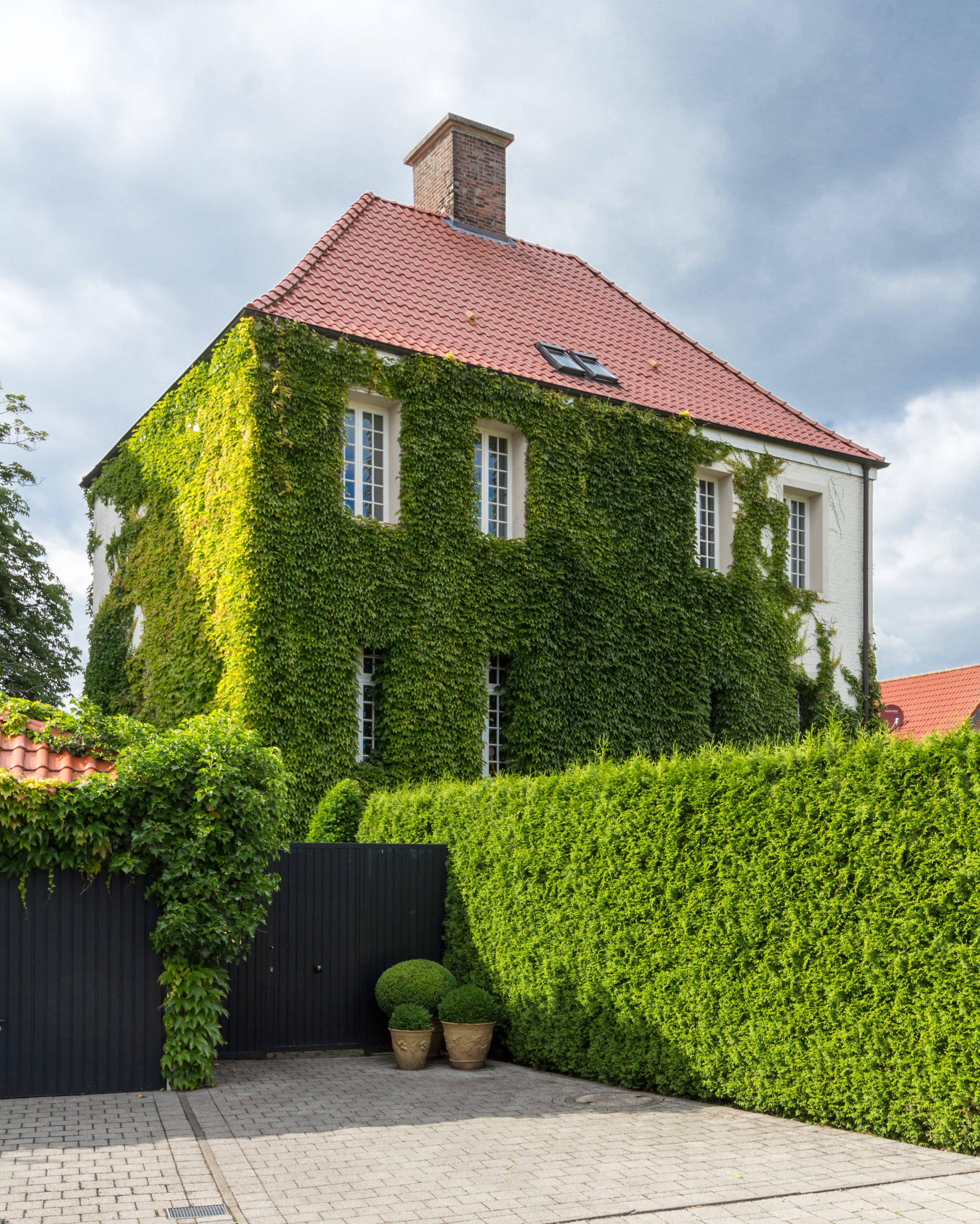
Straßenansicht
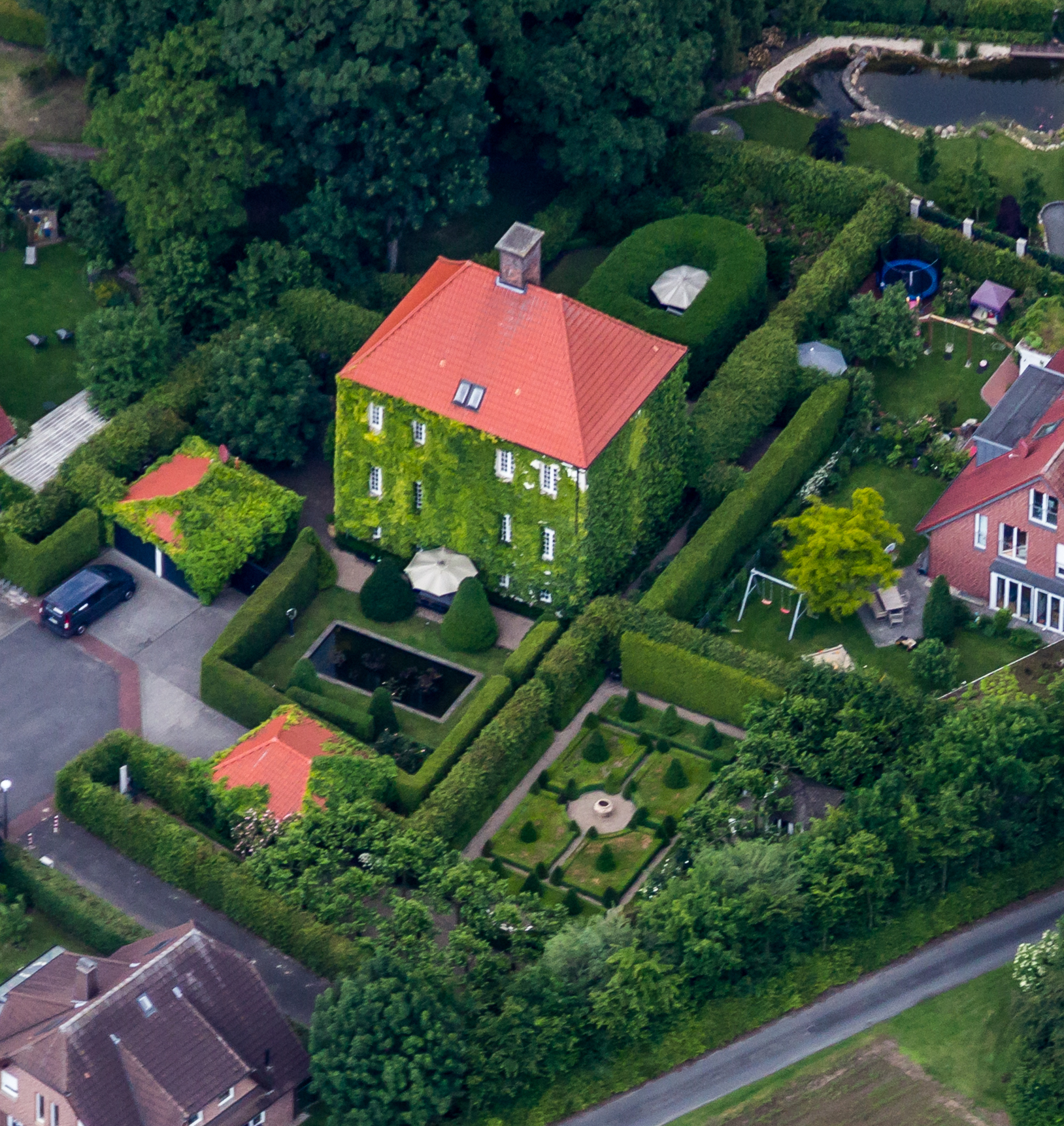
Luftbild, 2014